# Jack Back Records
Jack Back Records es un sello discográfico fundado por David Guetta en 2012. El primer lanzamiento en donde apareció el nombre de Jack Back fue en un proyecto conjunto de ambos músicos, al remezclar «Wild Ones», de Flo Rida con Sia, y presentarlo bajo el título de «Wild One Two» y la acreditación artística de Jack Back feat. David Guetta, Nicky Romero & Sia. El primer lanzamiento en el sello Jack Back Records fue el de «Metropolis», de David Guetta & Nicky Romero.

## Lanzamientos
| Artista                                     | Lanzamiento | Duración            | Fecha                    | Catálogo    |
| ------------------------------------------- | --- | ------------------- | ------------------------ | ----------- |
| David Guetta & Nicky Romero                 | «Metropolis» | 6:13                | 11 de abril de 2012      | JACKBACK001 |
| Daddy's Groove                              | «Turn the Lights Down» (David Guetta Re Work) | 5:30                | 2 de julio de 2012       | JACKBACK002 |
| Spencer & Hill                              | 1234 (EP): 1. «1234» 2. «James Brown Is Back» (Club Mix) | 5:53 5:35           | 3 de septiembre de 2012  | JACKBACK003 |
| Daddy's Groove & Cryogenix                  | «Vertigo» | 5:14                | 11 de marzo de 2013      | JACKBACK004 |
| David Guetta & GlowInTheDark feat. Harrison | «Ain't a Party» | 6:03                | 17 de junio de 2013      | JACKBACK005 |
| Daddy's Groove feat. Mindshake              | «Surrender» | 6:07                | 2 de septiembre de 2013  | JACKBACK006 |
| David Guetta feat. Skylar Grey              | «Shot Me Down» | 5:15                | 20 de enero de 2014      | JACKBACK007 |
| David Guetta & Showtek feat. Vassy          | «BAD» | 4:30                | 17 de marzo de 2014      | JACKBACK008 |
| David Guetta & Kaz James                    | «Blast Off» | 5:37                | 9 de junio de 2014       | JACKBACK009 |
| David Guetta & GlowInTheDark                | «Clap Your Hands» | 3:56                | 2 de octubre de 2015     | JACKBACK010 |
| David Guetta                                | «Pelican» | 7:36                | 16 de mayo de 2016       | JACKBACK011 |
| David Guetta, Cedric Gervais, Chris Willis  | Would I Lie to You (EP): 1. «Would I Lie to You» (Radio Edit) 2. «Would I Lie to You» (Extended) 3. «Would I Lie to You» (Club Mix) 4. «Would I Lie to You» (Festival Mix) | 3:17 4:48 6:12 5:00 | 30 de septiembre de 2016 | –           |
| David Guetta                                | 7 (Disco 2): 1. «Reach for Me» 2. «Freedom» (David Guetta & CeCe Rogers) 3. «Grenade» 4. «Inferno» 5. «Overtone» 6. «Back and Forth» 7. «Pelican» 8. «Afterglow» 9. «Think Think Think» 10. «Orion» 11. «What 2 Say» 12. «Just a Little More Love» (feat. Chris Willis) [Jack Back 2018 Remix] | - 3:36 -            | 14 de septiembre de 2018 | –           |